# Gnomidolon longipenne
Gnomidolon longipenne là một loài bọ cánh cứng trong họ Cerambycidae.